# سركوركي سفيدار (سبيدار)
سرکورکي سفیدار (بالفارسية: سرکورکی سفیدار) هي قرية تقع في إيران في قسم سبیدار الريفي. يقدر عدد سكانها بـ 235 نسمة بحسب إحصاء 2016.